# Qui va à la chasse
Pour plus de détails, voir Fiche technique et Distribution.
Qui va à la chasse (Zip 'N Snort) est un film américain d'animation Merrie Melodies de 6 minutes et mettant en scène Bip Bip et Vil Coyote réalisé par Chuck Jones en 1961.

## Fiche technique
- Réalisateur Chuck Jones
- Producteur Edward Selzer
- Compositeur Carl W. Stalling